# Devdas
Devdas é um filme de drama indiano de 2002 dirigido e escrito por Sanjay Leela Bhansali. Foi selecionado como representante da Índia à edição do Oscar 2003, organizada pela Academia de Artes e Ciências Cinematográficas.

## Elenco
- Shah Rukh Khan - Devdas Mukherjee
- Madhuri Dixit Nene - Chandramukhi
- Aishwarya Rai - Parvati 'Paro' Chakraborty
- Kirron Kher - Sumitra Chakraborty
- Jackie Shroff – Chunnil "Chunnibabu"
- Smita Jaykar - Kaushalya Mukherjee
- Ananya Khare - Kumud Mukherjee
- Vijayendra Ghatge - Bhuvan Chaudhry